# 春日左衛門
春日 左衛門 顕道（かすが さえもん あきみち、弘化2年（1845年） - 明治2年5月11日（1869年6月20日））は、江戸時代末期の幕臣（旗本）。幕府陸軍の撒兵隊兵頭。彰義隊の第二黄隊隊長、のち彰義隊頭並。蝦夷共和国の歩兵頭並陸軍隊隊長、第三列士満第一大隊隊長。

## 経歴
本姓は藤原。諱は顕道。初名は鉄三郎で、彰義隊に加入し頭並に任命される頃に「春日鉄三郎」から「春日左衛門」に改名している。春日左衛門の「左衛門」は官途名（通称として記される官職）で、旗本春日家4家（2730石）の一門を代表する当主が歴代、春日左衛門を名乗るため歴代の当主である「春日左衛門」が歴史上、複数名存在する。
春日左衛門顕道は幕府の御納戸組頭の旗本永井家より旗本春日家に養子に入った。実父は旗本松平氏の松平仁右衛門家から永井家へ養子に入った永井勘兵衛で、神奈川奉行支配定番取締役などを勤めた。顕道は永井勘兵衛の次男であり、春日氏の家祖の春日行忠から数え、旗本春日家15代（5代家春よりの系譜）当主。
弘化2（1845）年、旗本永井勘兵衛の次男として生まれた。初名は鉄三郎。慶応元（1865）年、旗本春日邦三郎顕協（あきつぐ）（旗本松下図書頭の次男、後に春日家に養子入り）の婿養子となった。朱子学を修めた。第二次長州戦争では、幕府陸軍の御目見以下の小普請組などの幕府の旗本や御家人から構成された撒兵隊の兵頭として大阪に出陣した。大阪城に詰めたが、徳川慶喜の大阪城撤退により江戸に帰還した。
慶応4（1868）年、幕府崩壊後、徳川慶喜の処分に不満を抱いた旧一橋家家臣と旗本や御家人などが結成した彰義隊に加入し、彰義隊頭並に任命された。この頃に「春日鉄三郎」から「春日左衛門」に改名している。
5月15日、上野戦争により彰義隊が敗北瓦解すると隊士らは浅草周辺に潜伏の後、盟主である輪王寺宮を擁し奥羽雄藩と連携共闘をするため江戸を脱し、彰義隊頭取の池田長裕らと共に船にて平潟（現茨城県北茨城市）へ上陸した。春日もまた陸軍隊隊長として常磐各地を転戦したが、9月に奥羽列藩同盟が瓦解し盟主の仙台藩が降伏すると仙台へ向かい、榎本武揚率いる脱走軍に合流し蝦夷島へ渡った。榎本らが設立した蝦夷共和国では、歩兵頭並陸軍隊頭として約30名を率いる隊長を勤めた。また、榎本の小姓を務めていた新選組の田村銀之助を養子に迎えたとされるが、春日家には正式には伝えられていない。
明治2（1869）年3月、新政府軍の蝦夷上陸に伴う迎撃戦で各地を転戦するが、圧倒的兵力の新政府軍に蝦夷共和国側は抵抗の術もなく圧されていく中、春日は5月11日に函館亀田新道で重傷を負い、翌12日に榎本の苦渋の説得により服毒し自害した。函館の五稜郭内に埋葬されたとされるが墓所は不明。菩提寺は函館実行寺で、法名は潜心院殿義速日欣居士。また、東京都荒川区南千住にある円通寺境内にある死節之墓にも名が刻まれている。享年25歳。
なお、慶応4（1869）年に妻「路（ろ）く」、明治3（1870）年に娘「ろく」（母の名を踏襲）、明治９（1876年）年養父春日邦三郎がそれぞれ病死したため、旗本春日家（5代家春よりの系譜）は絶家となったが、８代当主春日貞顯の次男の顯憲の系譜（幕末時点での当主は小姓組組頭の春日半五郎）等、春日家の分家は明治維新後も残る。

## 旗本春日家
- 旗本春日家の先祖は、藤原鎌足十六世の宮内卿正三位経家嫡男、左衛門佐正二位藤原家李始号の春日氏に起立すると称している。春日家は藤原鎌足の16世に当たる藤原北家末茂流（六条藤家）の宮内卿正三位の藤原経家の嫡男[7]であった左衛門佐正二位[8]の藤原家季が、藤原氏に代えて家名を「春日」としたとされ[9]、この春日家季の20世である春日行忠[10]を旗本春日家の始祖としている。[2]
- 旗本として徳川将軍家に仕えるまでの春日家は、足利尊氏の家臣として足利将軍家に仕えたとされる。観応3（1352）年9月18日に将軍足利尊氏が春日八郎行元に軍功の賞として武蔵国足立郡桶皮郷を賜り、以降同地が春日氏の歴代の所領とされた[4]。室町幕府滅亡後に関東管領上杉氏、その後に小田原北条氏の家臣となった。天正18（1590）年、豊臣秀吉の関東追討の折、北条氏政の子の北条氏房が岩槻城主となるまで岩槻城主であった春日入道景定とその子、春日左衛門家吉は共に北条氏房の執政として従い小田原城に籠城し、春日氏の陣館は豊臣側の手に落ちた。同年7月に小田原城が墜ちると春日親子は主の北条氏房と共に和歌山県の高野山の高室院などにて蟄居した。その後、氏房が豊臣秀吉により許され、朝鮮出兵に参加するため肥前国唐津（現 佐賀県唐津市）の名護屋城に参陣したが、天正20（1592）年4月に北条氏房が病没した為、春日親子は同地にて蟄居した。[2]
- 文禄4（1595）年、本多正信を上使として徳川家康より、父春日景定には1500石、子の春日左衛門家吉へは550石、親子合わせて2050石を武蔵國足立郡の春日家の旧領地[4]中野田村内に賜り、徳川家の旗本として旧領に復帰した。元和元（1615）年に景定に京都伏見城の城代補佐として伏見城番（景定は伏見城番在勤中500石を加増され2000石、与力30騎[11]）を仰せられ治部少輔丸（西の曲輪）を守備した。さらに、寛永2（1625）年に家吉が京都二条城の城番を任じられた（2000石、与力30騎に加え新規に同心15名が召し抱えられる[11]）。その後も、二条城の御門番組の二組は「柘植組」そして追手門（東大手門。二条城の正門）の「春日組」と呼ばれ、後世に名を残した。[11]

- 旗本春日家には、本家本流（春日景定の拝領地1500石の系譜と、景定の子、春日家吉の拝領地550石の系譜）2家から分家した別家2家（全て旗本）、合わせて2730石の4系統が存在した。15代春日左衛門顕道は以下①の5代春日家春(550石)の系譜。[4]
  - ① 4代春日家吉の長男、5代春日家春(祖父景定の1500石を父家吉が相続した際に、家吉の550石を相続)よりの系譜で、15代春日顕道まで続く旗本850石（拝領屋敷、四谷）[12]。左衛門顕道の祖父13代の春日顕秀（②の系譜の当主春日左次郎の次男（初名、春日左門）が12代当主春日左太郎龍顯の継養子となる）は江戸城西丸御小姓組に番入後、天保11（1840）年6月2日に大阪城在番となり、大阪及び京都の三御所、内裏、大宮、東宮、二条城および洛中付近に至る目付を担った。[13]この系譜の春日家当主の多くは「左太郎」用いた。[4]
  - ② 5代春日家春の系譜から分家した別家で、8代従五位下春日貞顯(1150石)の次男、春日顯憲(父貞顯1150石より元禄14（1701）年に武蔵国足立郡上野本郷村等[6]300石のみ分割相続)が興した別家の系譜で小姓組組頭の旗本300石[4]。この系譜の別家春日家当主は本家の官途名「左衛門」を名乗らず、岩次郎、熊次郎、左次郎などを用いた。[4]（拝領屋敷は小日向水道町（現在の東京都新宿区新小川町5丁目9及び14～19））この系譜の幕末時点での春日家当主は、御小姓組(戸川逵本組)組頭[5]の春日半五郎[6]。
  - ③ 4代春日家吉の次男、春日家次(5代家春が早世したため祖父春日景定よりの武蔵国足立郡1500石を父家吉より相続)の系譜で、春日左衛門義陣、春日惣九郎行乗、春日左衛門行雅へと続く、旗本の書院番1080石[4]  。景定よりの1500石を 4代左衛門家吉より家督相続した、左衛門家次の系譜の春日家当主が、官途名（通称として記される官職）「左衛門」を名乗るため、歴代の当主である「春日左衛門」が複数名存在する。初名の多くは「与市（興市）」を用いた。[4]（拝領屋敷は下谷大恩寺前（現在の東京都台東区竜泉3丁目22）[12]
  - ④ 4代春日家吉の次男、春日家次の次男である春日家久が興した別家の系譜で旗本の御書院番、甲府勤番500石(常陸国新治郡500石を家次嫡男の春日左衛門義陣より分割相続)[4]。この系譜の別家春日家当主は本家の官途名「左衛門」を名乗らず、歴代の多くは「左兵衛」を用いた。[4]

- 旗本春日一族（上記４系譜の全て）の家紋は、定紋の表紋は「春日輪宝」で、替紋は「羯磨」と「一輪牡丹」。[4]